# Centre expérimental pédagogique maritime en Oléron
 (août 2025).
Motif : absence totale de sources secondaires indépendantes, pérennes, centrées et de qualité. Vaste publicité
- Archive Wikiwix
- Bing
- Cairn
- DuckDuckGo
- E. Universalis
- Gallica
- Google
- G. Books
- G. News
- G. Scholar
- Persée
- Qwant
- (zh) Baidu
- (ru) Yandex
- (wd) trouver des œuvres sur Wikidata

| 1. | Préciser le motif de la pose du bandeau. | Précisez le motif de la pose du bandeau en utilisant la syntaxe suivante : {{admissibilité à vérifier\|date=août 2025\|motif=remplacez ce texte par le motif}}                                                          |
| 2. | Informer les utilisateurs concernés.     | Pensez à avertir le créateur de l'article, par exemple, en insérant le code ci-dessous sur sa page de discussion : {{subst:avertissement admissibilité à vérifier\|Centre expérimental pédagogique maritime en Oléron}} |

 (août 2025).
Le Centre expérimental pédagogique maritime en Oléron, ou CEPMO, est un des quatre lycées publics expérimentaux mis en place par le ministère de l'Éducation nationale en 1982.
Il est situé à Saint-Trojan-les-Bains sur l'île d'Oléron.

## Pédagogie
(mai 2022).
Créé en 1982, l’établissement a été conçu, originellement, pour tester le croisement de l’enseignement général et technique et un mode de gestion d’établissement en dehors des normes administratives en vigueur (autogestion par l’équipe enseignante).
À l’issue des premières expériences menées, le projet d’établissement s’est structuré autour d’un axe ayant pour objectif de former, de socialiser, de responsabiliser au sein de sa structure expérimentale des élèves en rupture avec l’institution, des récurrents, des élèves en grande difficulté scolaire ainsi que des élèves en recherche d’une scolarité active et différente. Cela implique un renforcement du lien humain et nécessite une présence accrue des élèves et des enseignants au sein de la structure.
Aujourd’hui, le CEPMO s’est ancré dans le paysage éducatif par les spécificités de son projet ainsi que par le public qu’il accueille. Reconnu par l’institution à la suite des différentes inspections menées, le projet du CEPMO, dont les objectifs généraux restent inchangés depuis plusieurs années, n’est pas une entité figée dans ses méthodes. En effet, l’évolution des problématiques adolescentes nécessite pour les membres qui composent l’équipe pédagogique une remise en question permanente des outils qu’elle crée.
À la fois lieu unique dans son organisation et dans sa façon d’appréhender l’élève dans la globalité de ses problématiques par les moyens spécifiques mis en place, le CEPMO est aussi un lieu d’expériences venant nourrir la réflexion de l’institution sur le système éducatif. Il en résulte une possibilité de déboucher sur le transfert à une échelle plus grande de certaines de ses méthodes,.
Pour être admis au CEPMO, chaque élève doit manifester sa motivation dans un courrier et lors de l’entretien préalable à l’admission définitive au CEPMO. Une fois intégré à la structure, le métier d'élève responsable s’articule sur deux plans.
Sur le plan pédagogique, il se décline en :
- La définition personnelle d’objectifs scolaires dans une des trois filières S,ES,L.
- L’autoévaluation encadrée du parcours au regard des objectifs fixés .

Sur le plan éducatif, il s'exprime par :
- Le respect de l’emploi du temps, du lieu et des autres.
- Le respect du cadre social environnant.
- L’acceptation et la reconnaissance de la relation de tutorat.
- La participation aux réunions prévues ou ponctuelles.
- Le pouvoir de décision dans la gestion de l'utilisation de lieux ou de matériels collectifs.

l’autonomie est stimulée par une réflexion permanente et construite sur la manière de vivre ensemble qui s’articule autour de trois questions :
- Comment vivre avec les autres au sein du lycée ?
- Comment participer activement à la vie de l’établissement ?
- Comment travailler avec l’équipe pédagogique[3] ?

Le CEPMO compte actuellement une centaine d'élèves et L'équipe pédagogique est constituée de 18 postes.
Les différents personnels de l’équipe éducative de l’annexe expérimentale sont recrutés selon la procédure suivante :
- Définition des postes à profil par l’équipe éducative et publication de ces postes dans le cadre du mouvement spécifique intra-académique ;
- Examen des candidatures par l’équipe qui propose un classement du ou des candidat(e)s ;
- Visa et transmission de ces propositions par le chef d’établissement de tutelle (Lycée Emile Combe à Pons) au recteur qui affecte le ou les candidat(e)s retenu(e)s hors barème[4].